# Beesel
Beesel  è una municipalità dei Paesi Bassi di 13 912 abitanti situata nella provincia del Limburgo.

## Geografia antropica

### Frazioni
- Reuver (6.252 ab.)
- Beesel (2.551 ab.)
- Offenbeek (4.537 ab.)